# Позднеев, Владимир Александрович
Владимир Александрович Позднеев (род. 5 сентября 1958, Волоколамск, РСФСР, СССР) — художественный руководитель Оренбургского русского народного хора Оренбургской филармонии. Народный артист Российской Федерации (2009).

## Биография
Владимир  Александрович Позднеев родился в г. Волоколамске Московской области. Детство и юность прошла в городе Губкине. Учился в губкинской средней школе № 11, а также в детской музыкальной школе № 1.
Семья Позднеева была музыкальной, на инструментах играли многие. Мама умело играла на балалайке, пела частушки. В пять лет Володе подарили памятный подарок - саратовскую гармошку. Будущий музыкант подбирал мелодии самостоятельно на слух. В музыкальной школе куда пришёл первоклассник Владимир Позднеев курса саратовской гармошки не было, остановились на баяне. 
В старшем возрасте Владимир поступил на дирижерско-хоровое отделение Губкинского музыкального училища Белгородской области. В 1977 году он поступает  на дирижерско-хоровой факультет Московского музыкально-педагогического института имени Гнесиных. Его педагогами стали Нина Мешко, Николай Кутузов и многие другие мастера музыкального дела. Под руководством Н. В. Кутузова, Владимир Александрович, учился в аспирантуре, начинал преподавательскую деятельность, совмещая её с работой художественного руководителя хора русской песни в ДК им. М. Горького в Москве.
Обучаясь в высшем учебном заведение, Владимир Позднеев вёл большую исследовательскую работу, записывал обрабатывал и адаптировал народные песни. В дальнейшем сам начал сочинять музыку. Является членом Союза композиторов России. 
С 1987 года он – художественный руководитель Оренбургского государственного академического русского хора. В 2009 году удостоен звания Народный артист Российской Федерации.
Является автором семи и составителем пяти сборников, в которые вошли песни, хоры, обработки народных песен разных областей.

## Звания и награды
- Орден Дружбы (23 августа 2019 года) — за большой вклад в развитие отечественной культуры и искусства, многолетнюю плодотворную деятельность[6].
- Народный артист Российской Федерации (11 декабря 2009 года) — за большие заслуги в области музыкального искусства[7].
- Заслуженный деятель искусств Российской Федерации (6 июля 1994 года) — за заслуги в области музыкального искусства[8].